# König (kráter)

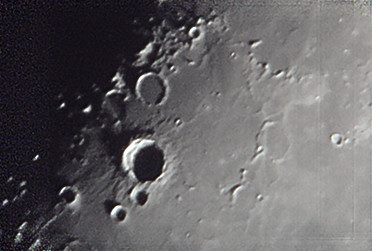
Nejvýraznějším a největším kráterem na snímku je Bullialdus. O něco menší kráter nad ním je Lubiniezky. Dva menší krátery pod Bullialdem jsou satelitní Bullialdus A a Bullialdus B. König leží nalevo od nich (fotografie není orientována severojižním směrem).

König je nevelký kráter ležící v jihozápadní části Mare Nubium (Moře mraků) na přivrácené straně Měsíce. Má průměr 23 km a je situován jihozápadně od výrazného kráteru Bullialdus.
Jeho okrajový val je nepravidelný, má tvar mnohoúhelníku.
Jižně od něj se nachází dvojice přibližně stejně velkých kráterů Mercator a Campanus. Jihovýchodně leží větší lávou zatopený kráter Kies.

## Název
Pojmenován je podle rakouského selenografa Rudolfa Königa, který vykonal cca 47 000 měření měsíčních útvarů.

## Satelitní krátery
V okolí se nachází satelitní kráter König A, ten byl označen podle zavedených zvyklostí jménem hlavního kráteru a velkým písmenem abecedy. Je situován poblíž jihovýchodního valu hlavního kráteru.
| König | Sel. šířka | Sel. délka | Průměr |
| ----- | ---------- | ---------- | ------ |
| A     | 24,7° J    | 24,0° Z    | 3 km   |